# Buigny-lès-Gamaches
Buigny-lès-Gamaches – miejscowość i gmina we Francji, w regionie Hauts-de-France, w departamencie Somma.
Według danych na rok 2011 gminę zamieszkiwało 390 osób, a gęstość zaludnienia wynosiła 82 osoby/km² (wśród 2293 gmin Pikardii Buigny-lès-Gamaches plasuje się na 580. miejscu pod względem liczby ludności, natomiast pod względem powierzchni na miejscu 896.).